# Кавос
 Тази статия е за селото в Гърция.  За руския архитект вижте Алберт Кавос.  
Кавос е село в югоизточната част на остров Корфу, на брега на Йонийско море.
Център на нощния живот на острова и място за почивка на млади хора, предимно от Великобритания и Скандинавия.